# Antécédent (grammaire)
Pour les articles homonymes, voir Antécédent.
En grammaire, un antécédent est un segment de texte représenté ou repris par un autre segment. 
- Habituellement, et conformément à son étymologie (anté = placé avant), l'antécédent précède le segment représentant qui est appelé anaphore :

Mon voisin a adopté un petit chien blanc. Celui-ci a aboyé toute la nuit.
Le syntagme nominal « un petit chien blanc » est l'antécédent du pronom démonstratif « Celui-ci » (anaphore).
- Parfois, cependant, c'est l'inverse qui se produit : le représentant (appelé alors cataphore) précède et annonce l'antécédent, qui dans ce cas, est plus logiquement baptisé subséquent. Cette seconde forme de représentation textuelle est une représentation par anticipation ; elle est moins courante :

Quand je l'ai rencontré, Pierre m'a paru en forme.
Le nom propre « Pierre » est le conséquent du pronom personnel « l'  ».

- Le segment constitué par l'antécédent (ou par le conséquent, selon le cas) peut être une catégorie simple, un syntagme, une proposition, une phrase, etc. :

Tout ce que tu m'as dit, je le savais déjà.
Le syntagme pronominal « Tout ce que tu m'as dit »  est l'antécédent du pronom personnel « le » (anaphore).
Ils ont acheté une bergerie dans les Corbières. Là, ils sont sûrs d'être tranquilles.
Le syntagme nominal  « une bergerie dans les Corbières » est  l'antécédent de l'adverbe de lieu « Là » (anaphore).
Quand tu le verras, tu demanderas à Christophe s'il peut passer chez moi ce soir.
Le nom propre « Christophe » est à la fois l'antécédent du pronom personnel « il » (anaphore), et le conséquent du pronom personnel « le » (cataphore).

- En grammaire traditionnelle, le mot antécédent est réservé au seul représenté du pronom relatif. Son sens aujourd'hui tend à être élargi à tous les représentés textuels.

Le petit chien blanc que j'ai adopté est très affectueux.
Le syntagme nominal « Le petit chien blanc» est l'antécédent du pronom relatif « que » (anaphore).
- Parfois, ce n'est pas le référent (la chose désignée par le mot) qui est repris par l'anaphore ou la cataphore, mais simplement le mot lui-même :

J'ai prêté ma voiture à Charles : la sienne est en panne.
Le nom propre « Charles » et le nom commun « voiture » sont les deux antécédents du pronom possessif « la sienne » (anaphore). Dans cet exemple, « voiture » et « la sienne » désignent bien une voiture, mais pas la même : respectivement, la voiture de l'énonciateur, puis, celle de Charles.

## Drole de sujet
- Liste des notions utilisées en linguistique
- Pronom relatif
- Proposition relative
- Nature (grammaire)
- Représentation (grammaire)